# Delissea lanaiensis
Delissea lanaiensis là loài thực vật có hoa trong họ Hoa chuông. Loài này được (Rock) Lammers mô tả khoa học đầu tiên năm 1998.